# Amomyrtella
Amomyrtella Kausel  é um género botânico pertencente à família Myrtaceae.

## Espécies
Apresenta uma única espécie:
- Amomyrtella guili